# Alatskivi
Alatskivi è un comune rurale dell'Estonia meridionale, nella contea di Tartumaa. Il centro amministrativo è l'omonimo borgo (in estone alevik).

## Località
Oltre al capoluogo, il comune comprende 31 località (in estone küla):
Alasoo - Haapsipea - Kesklahe - Kõdesi - Kokora - Kuningvere - Lahe - Lahepera - Linaleo - Naelavere - Nina - Orgemäe - Padakõrve - Päiksi - Passi - Peatskivi - Pusi - Pärsikivi - Riidma - Ronisoo - Rootsiküla - Rupsi - Saburi - Savastvere - Savimetsa - Sudemäe - Torila - Toruküla - Tõruvere - Väljaküla - Virtsu